# Festa da Conceição da Praia
A Festa de Nossa Senhora da Conceição da Praia é uma festividade que tem lugar em Salvador no estado da Bahia, no Brasil.
Trata-se de uma manifestação religiosa de origem católica realizada desde 1549, quando o primeiro governador-geral do Brasil, Tomé de Sousa, iniciou a sua devoção na Igreja de Nossa Senhora da Conceição da Praia cuja fachada em pedra de lioz veio de Portugal.
Os festejos começam ainda no final de Novembro, com a novena que tem lugar todas as noites na matriz na Cidade Baixa de Salvador. A celebração envolve uma missa campal e procissão e, paralelamente, ocorre a tradicional festa, nas imediações do Mercado Modelo, com barracas de comidas típicas e bebidas, unindo a profana alegria do baiano à sagrada devoção religiosa.